# 陳功 (隆慶進士)
陳功（1536年—？），字惟志，號崇斋，山西太原府忻州人，軍籍，明朝政治人物。

## 生平
隆慶四年（1570年）庚午科山西鄉試第三名舉人，隆慶五年（1571年）聯捷辛未科會試第三百四十二名，三甲第十名進士。兵部觀政，授行人司行人，萬曆三年（1575年）三月選授雲南道試監察御史，七月實授，巡視漕運，條奏漕政五事，丁憂歸。七年复除江西道御史，八年（1580年）巡按山東，十年（1582年）掌河南道印，主京察，十一年（1583年）巡按陝西。养病，十五年復除浙江道御史，差南京畿道刷卷，卒于官。

## 家族
曾祖陳福；祖父陳鶩；父陳大法，壽官。母張氏。具慶下。